# Tyler Glasnow
Tyler Allen Glasnow (Santa Clarita, 23 agosto 1993) è un giocatore di baseball statunitense, lanciatore per i Los Angeles Dodgers della Major League Baseball.

## Carriera

### Inizi e Minor League (MiLB)
Nato a Newhall, comunità inglobata nella città di Santa Clarita, nella contea di Los Angeles in California; Glasnow frequentò la William S. Hart High School nella sua città natale e successivamente si iscrisse all'Università di Portland, nello stato dell'Oregon. Venne selezionato nel 5º turno del draft MLB 2011 dai Pittsburgh Pirates, ricevendo un bonus alla firma di 600.000 dollari. Iniziò a giocare nel 2012 nella classe Rookie e apparve anche in una partita della classe A-breve. Nel 2013 giocò nella classe A e nel 2014 militò nella classe A-avanzata. 
Iniziò la stagione 2015 nella Doppia-A, ma il 6 maggio si infortunò alla caviglia.
Tornò in campo il 19 luglio nella classe A-breve, e dopo sole due partite, venne promosso nella Tripla-A. Partecipò alla Tripla-A nella prima parte della stagione 2016, prima di essere promosso nella major league.

### Major League (MLB)
Glasnow debuttò nella MLB il 7 luglio 2016, al Busch Stadium di Saint Louis contro i St. Louis Cardinals. Schierato come lanciatore partente lanciò per 5.1 inning, eliminando cinque battitori per strikeout e concedendo tre valide, due base su ball e quattro punti. Inoltre apparve come battitore in due turni, venendo eliminato per strikeout nel primo e colpendo la sua prima valida nel secondo. 
Durante la sua seconda partita da partente, lasciò il campo nel terzo inning a causa di un infortunio alla spalla. Tornò in gioco il 23 luglio e venne schierato come lanciatore di rilievo fino al 25 settembre.
Concluse la stagione con 7 partite disputate (4 da partente) nella MLB e 22 nella minor league, di cui 2 nella Doppia-A e 20 nella Tripla-A.
Ottenne la sua prima vittoria il 2 maggio 2017, contro i Reds. Concluse la stagione con 15 partite (13 da partente) disputate nella MLB e altrettante nella Tripla-A.
Durante gli allenamenti primaverili 2018, i Pirates decisero di schierare Glasnow come lanciatore di rilievo per l'intera stagione.
Il 31 luglio 2018, i Pirates scambiarono Glasnow, Austin Meadows e un giocatore da nominare in seguito con i Tampa Bay Rays per Chris Archer. 
Il 14 agosto i Pirates inviarono ai Rays il giocatore di minor league Shane Baz, completando lo scambio. Glasnow venne inserito immediatamente nella rotazione dei partenti.
Nell'aprile 2019, venne nominato lanciatore del mese della American League. Il 10 maggio, si infortunò il braccio durante una partita contro gli Yankees e venne inserito nella lista degli infortunati per 10 giorni. Tuttavia l'infortunio lo costrinse a riposo per più tempo del previsto, e Glasnow riuscì a tornare in campo solo a settembre, giocando in quattro partite da partente senza però mai oltrepassare il quinto inning.
Nel 2021, fu costretto a chiudere in anticipo la stagione. Giocò infatti la sua ultima partita stagionale il 14 giugno e il giorno seguente, venne inserito nella lista degli infortunati per un problema al gomito destro. Il 17 giugno venne spostato tra gli infortunati per 60 giorni e il 4 agosto si sottopose alla Tommy John surgery.

## Palmares
- Lanciatore del mese: 1

aprile 2019